# Ferrain
Le Ferrain est l’un des cinq pays, dénommés quartiers, formant l’ancienne châtellenie de Lille qui était située dans le nord de la France (au nord-est de l’actuelle Métropole Européenne de Lille).
La ville de Comines en était le chef-lieu sous l’Ancien Régime, mais l’important développement économique et démographique de Tourcoing et de Roubaix durant le XIXe siècle permirent à ces dernières de devenir les deux principales cités de ce pays.

## Description géographique
Le Ferrain s'étend tel un croissant longeant la frontière belge, partant au nord-ouest de la rivière Lys à Halluin, Bousbecque et Comines, et s'arrêtant à Lannoy au sud-est.
Cette petite région géographique est dans la grande plaine du nord-ouest européen caractérisée par un léger relief dû à quelques petites buttes-témoins. Celles situées sur les communes de Halluin, Linselles et Wervicq-Sud atteignent presque les 60 mètres et délimitent les abords de la plaine alluviale de la Lys située plus à l’ouest.

## Histoire
Une partie du territoire situé sur la rive droite de la Deûle, en aval de son confluent avec la Marque, avait échappé au pagus de Courtrai et était comprise au XIVe siècle dans le doyenné de Lille : Deûlémont, Quesnoy, Bondues, Mouvaux et Croix. Cette région a été appelée le Férain [sic] depuis au moins le XIVe siècle.

## Communes

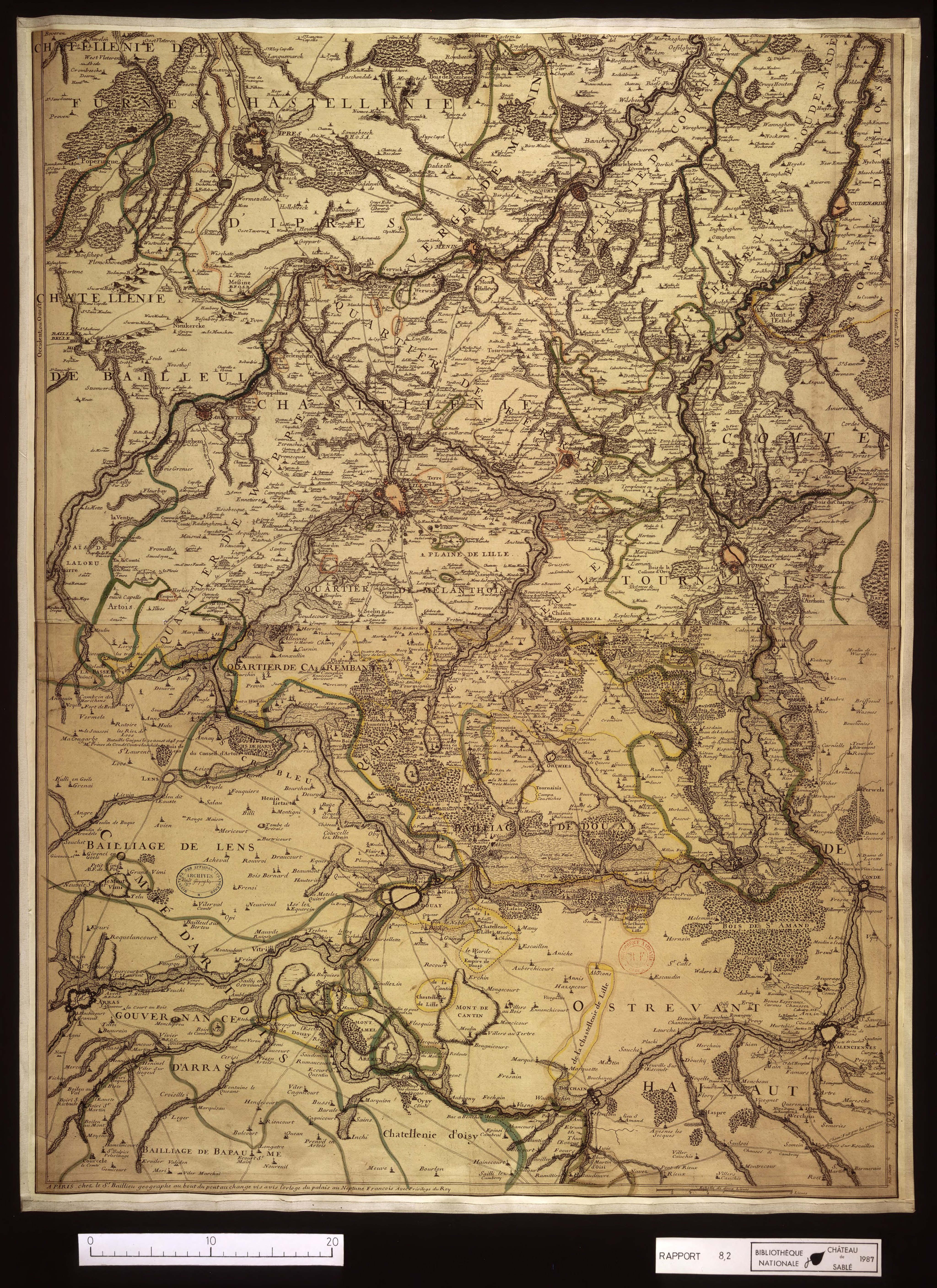
Quartiers de la châtellenie de Lille.

Le pays de Ferrain se compose des communes suivantes : Warneton, Comines (ancien chef-lieu du Ferrain), Deûlémont, Wervicq-sud, Bousbecque, Halluin, Quesnoy-sur-Deûle, Linselles, Roncq, Neuville-en-Ferrain, Wambrechies, Bondues, Tourcoing, Marquette-lez-Lille, Marcq-en-Barœul, Wasquehal, Mouvaux, Croix, Roubaix, Wattrelos, Hem, Lannoy, Lys-lez-Lannoy, Leers, Forest-sur-Marque, Sailly-lez-Lannoy, Toufflers, Willems et Baisieux.